# District de Lunéville
Le district de Lunéville est une ancienne division territoriale française du département de la Meurthe de 1790 à 1795.
Il était composé des cantons de Lunéville, Azerailles, Baccarat, Bayon, Blainville, Crevic, Einville, Gerbéviller et la Neuveville aux Bois.

## Galerie

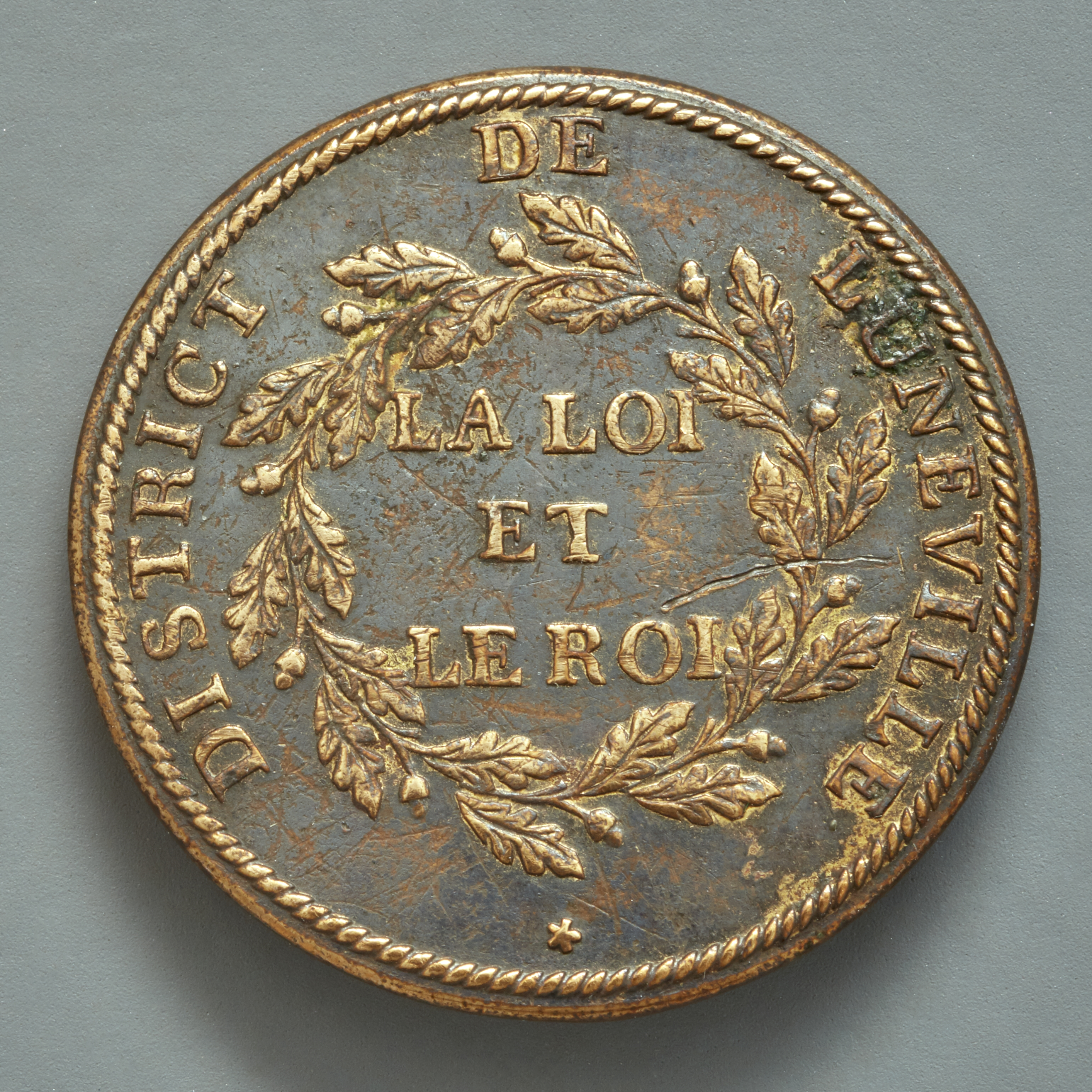
Bouton (musée Carnavalet)